# Evarts
Evarts és una població dels Estats Units a l'estat de Kentucky. Segons el cens del 2000 tenia 1.101 habitants.

## Demografia
Segons el cens del 2000, Evarts tenia 1.101 habitants, 428 habitatges, i 299 famílies. La densitat de població era de 708,5 habitants/km².
Dels 428 habitatges en un 31,1% hi vivien nens de menys de 18 anys, en un 50,7% hi vivien parelles casades, en un 15,9% dones solteres, i en un 30,1% no eren unitats familiars. En el 26,9% dels habitatges hi vivien persones soles el 13,6% de les quals corresponia a persones de 65 anys o més que vivien soles. El nombre mitjà de persones vivint en cada habitatge era de 2,57 i el nombre mitjà de persones que vivien en cada família era de 3,13.
Per edats la població es repartia de la següent manera: un 28,4% tenia menys de 18 anys, un 7,8% entre 18 i 24, un 26,4% entre 25 i 44, un 23,7% de 45 a 60 i un 13,6% 65 anys o més.
L'edat mediana era de 36 anys. Per cada 100 dones de 18 o més anys hi havia 85 homes.
La renda mediana per habitatge era de 17.963 $ i la renda mediana per família de 22.159 $. Els homes tenien una renda mediana de 26.125 $ mentre que les dones 18.125 $. La renda per capita de la població era de 12.657 $. Entorn del 31,3% de les famílies i el 37,3% de la població estaven per davall del llindar de pobresa.

## Poblacions més properes
El següent diagrama mostra les poblacions més properes.